# NGC 115

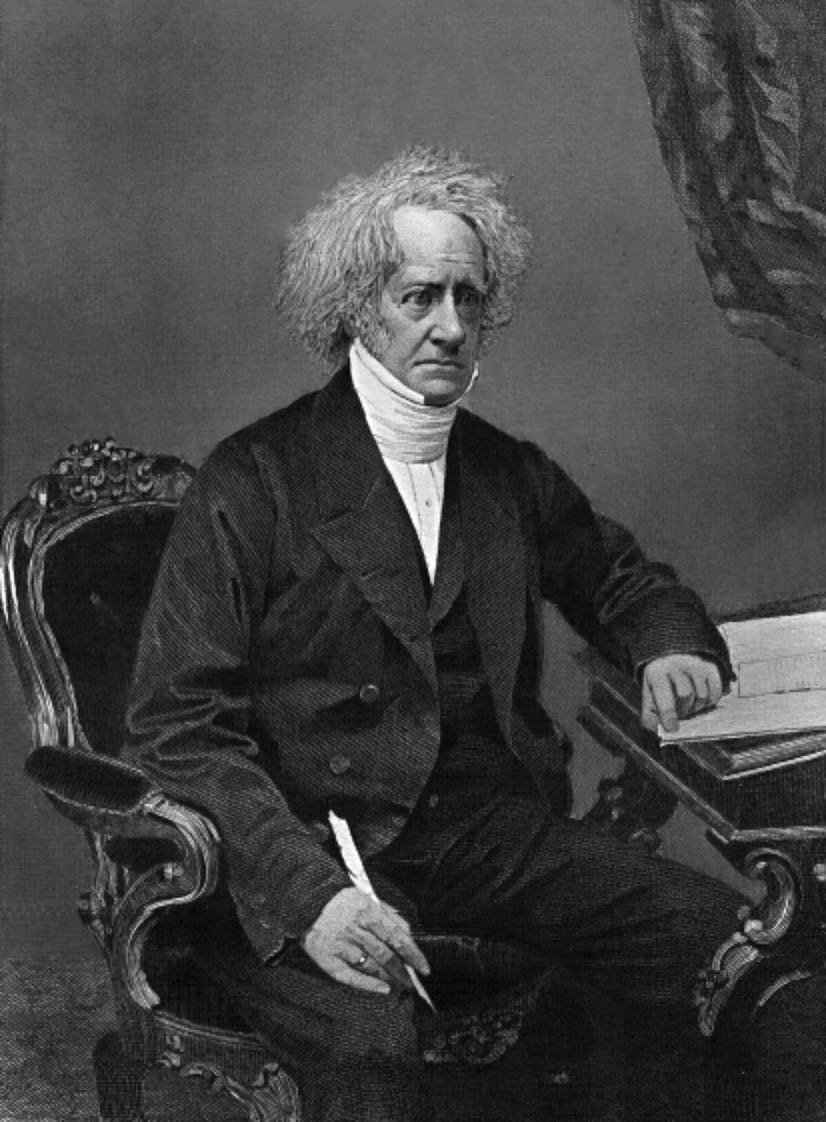
約翰·弗里德里希·威廉·赫歇爾

NGC 115是玉夫座的一個漩渦星系。星等為12.9，赤經為26分46秒，赤緯為-33°40'34"。在1834年9月25日首次被約翰·弗里德里希·威廉·赫歇爾發現。